# Haugen Hill
Haugen Hill era uma colina de salto de esqui em Dillon, Colorado. Propriedade do Dillon Ski Club, tinha um K-point  em 60 metros.

## História
Haugen Hill foi construída por Peter Prestrud, Eyvin Flood e Anders Haugen, e foi inaugurada em 8 de março de 1918. Haugen Hill não está mais em uso. Dois recordes mundiais de salto de esqui foram alcançados em Haugen Hill.

## Recordes mundiais de salto de esqui
| Encontro                | Nome          | País | Metros | Pés |
| ----------------------- | ------------- | ---- | ------ | --- |
| Março de 1919           | Anders Haugen | EUA  | 64,9   | 213 |
| 29 de fevereiro de 1920 | Anders Haugen | EUA  | 65,2   | 214 |